# Paruline flavescente
Myiothlypis flaveola
Espèce
Statut de conservation UICN

 LC  : Préoccupation mineure
La Paruline flavescente (Myiothlypis flaveola, anciennement Basileuterus flaveolus) est une espèce de passereaux appartenant à la famille des Parulidae.

## Distribution
La distribution de la Paruline flavescente est très discontinue.  La plus grande partie se trouve au Brésil, en Bolivie et au Paraguay, mais trois autres populations distinctes sont réparties en Colombie, au Venezuela et au Guyana.

Carte de répartition de l'espèce

## Habitat
Cette paruline habite les sous-bois des forêts semi-décidues et des forêts-galeries.

## Comportement
La Paruline flavescente s'associe parfois aux volées mixtes d'alimentation. Elle se nourrit au sol ou près du sol et hoche la queue latéralement de la même façon que la Paruline des rives.